# Tony Nwachukwu
Tony Nwachukwu (* 30. September  1959 in Enugu, Nigeria) ist ein nigerianischer Künstler, der vor allem durch christliche Kunst im deutschsprachigen Raum bekannt wurde. Er gestaltete u. a. das Misereor-Hungertuch für 2009.

## Leben
Nach dem Ende seines Kunststudiums an der University of Nigeria in Nsukka lehrte er 1984/85 Kunst und Kunstgeschichte an der Bendel State University Ekpoma. Von 1985 bis 1987 war er Kurator und Direktor der TUAS Kunstgalerie in Lagos. 1987 ließ er sich in Owerri nieder, wo er auch eine Galerie betreibt. Seine Kontakte zu deutschsprachigen Kirchengemeinden gehen auf seinen Bruder Ozioma Nwachukwu zurück, der längere Zeit als Priester in der Schweiz war und mit dem zusammen er auch mehrere Schriften veröffentlicht hat.

## Werk
Nwachukwu hat zahlreiche christliche Kunstwerke für Kirchen in Afrika und Europa gestaltet. Sein Werk umfasst Holzbildhauerei, Batikarbeiten, Malerei und verschiedene Material- und Mischtechniken. Zu seinen Arbeiten im deutschsprachigen Raum zählen:
- Kreuzweg (14 Holzreliefs) und Dreifaltigkeit in der Dreifaltigkeitskirche in Oberboihingen
- Kreuzweg (13 Batikbilder) und Baum des Lebens in der Wasserburg Rindern in Kleve
- Baum des Lebens (Batikbild) im katholischen Bildungszentrum in Neckarsulm
- Baum des Lebens (Batikbild) in der Sentupada in Laax
- 1995 Kreuzweg (16 Batikbilder) in der Pfarrkirche Heiliger Geist in Linz
- Geschichte des Lebens (2 Batikbilder) in der Michaelskapelle in Matrei am Brenner
- Sonnengesang (2 Batikbilder) in der Kirche St. Jakob in Sankt Jakob im Rosental
- Kreuzweg (9 Bildtafeln) in der Kirche St. Kilian in Möckmühl

## Schriften
- mit Ozioma Nwachukwu: 7 und 70 mal gelebt – Erfahrungen eines Nigerianers in Europa, Klagenfurt 1997
- mit Ozioma Nwachukwu und Franz Gmainer-Pranzel: Kreuzweg in der Pfarrkirche Hl. Geist – Linz: Kreuzweg – Lebensweg, Klagenfurt 1998